# 阿拉多湖
52°23′15″N 13°4′59″E / 52.38750°N 13.08306°E

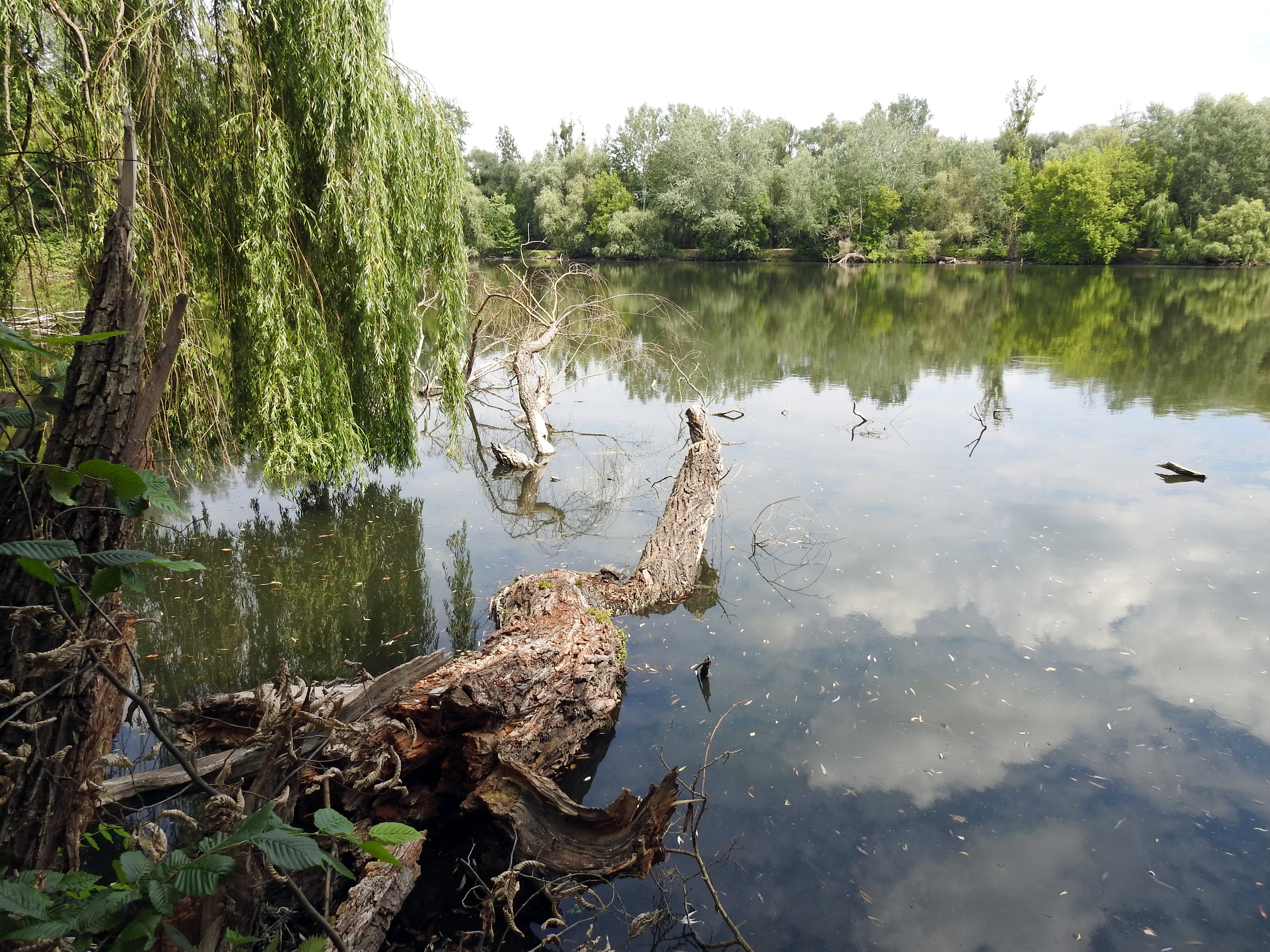

阿拉多湖（德語：Aradosee），是德國的湖泊，位於該國東北部，由勃蘭登堡州負責管轄，處於波茨坦，形成於250年前左右，最大水深3.5米，湖水來自努特河。